# ヴァルトラウト・マイアー
ヴァルトラウト・マイヤー（Waltraud Meier、1956年1月9日 - ）は、グラミー賞を受賞したドイツのメゾソプラノ歌手。ヴュルツブルク出身、ミュンヘン在住。
特に『パルジファル』のクンドリー、『トリスタンとイゾルデ』のイゾルデ、『ローエングリン』のオルトルート、『タンホイザー』のヴェーヌス、『ワルキューレ』のリヒャルト・ワーグナー役で著名だが、『ドン・カルロ』のエボリ、『アイーダ』のアムネリス、『カルメン』のカルメン、『カヴァレリア・ルスティカーナ』のサントゥッツァ役としてフランス、イタリアのレパートリーでも成功を収めた。
マイヤーは、世界の有名歌劇場（スカラ座、コヴェント・ガーデン、メトロポリタン歌劇場、ウィーン国立歌劇場、バイエルン国立歌劇場、シカゴ・リリック・オペラ、コロン劇場を含む）に出演し、リッカルド・ムーティ、ダニエル・バレンボイム、クラウディオ・アバド、ジェームズ・レヴァイン、ロリン・マゼール、ズービン・メータ、ジュゼッペ・シノーポリらの指揮者の下で歌った。宮廷歌手（Kammersangerin）の称号をミュンヘンのバイエルン国立歌劇場とウィーン国立歌劇場双方から授与され、フランス政府より芸術文化勲章コマンドゥール（Commandeur de l'Ordre des Arts et des Lettres）を受勲した。

## 来歴

### 教育、声楽訓練、初期の経歴
ヴァルトラウト・マイヤーはドイツのヴュルツブルクで生まれた。幼少期から多くの合唱団で歌い、中等教育を終えると英語とロマンス諸語を学び始める傍ら声楽レッスンも取り、ディートガー・ヤーコプ（Dietger Jacob）教授に声楽を学んだ。1976年、歌手生活に専念することに決め、その後すぐヴュルツブルク歌劇場で『カヴァレリア・ルスティカーナ』のローラ役としてデビュー。続く数年間はマンハイム国民劇場に定期出演した（1976年 - 1978年） 。

### 1980年代
1980年にブエノスアイレスのコロン劇場で『ワルキューレ』のフリッカ役として国際的な初舞台を踏み、ドイツのドルトムント（1980年 - 1983年）、ハノーファー（1983年 - 1984年）、シュトゥットガルト（1985年 - 1988年）歌劇場にも定期的に出演した。
1983年のバイロイト音楽祭におけるワーグナー『パルジファル』クンドリー役の成功でマイヤーの国際的なキャリアに弾みがつき、コヴェント・ガーデン（1985年）およびメトロポリタン歌劇場（1987年）でもデビューを飾った （メトで『ラインの黄金』を初指揮したジェームズ・レヴァインとのフリッカ役 ）。
更にスカラ座、パリ国立歌劇場、ウィーン国立歌劇場、ミュンヘンのバイエルン国立歌劇場でも初舞台を踏み、1983年以降1993年までクンドリー役でバイロイトに定期出演した。1989年、NHKが世界で初めてハイビジョン収録したバイエンルン国立歌劇場『ニーベルングの指環』ではヴァルトラウテ役で出演している。

### 1990年代
1990年代、マイヤーはクンドリー役で、バイロイトに加えて1991年のリッカルド・ムーティ指揮のスカラ座プロダクションやパリ・シャトレ座のクラウス＝ミヒャエル・グリューバーによるセミヨン・ビシュコフ指揮のヴァージョンなど他の公演にも出演を続けた。1992年にはジェームズ・レヴァイン指揮『パルジファル』のジークフリート・イェルザレムの相手役でメトロポリタン歌劇場へクンドリーとして初出演した。「ニューヨーク・タイムズ」は「ヴァルトラウト・マイアーは、メトでの初めてのクンドリーで賞賛すべき演奏をもたらした。パルジファルへ最初に言い寄る場面は魅力的で穏やかだった。強さと決意を秘め、不気味な平穏さが歌に込められていた。」と報じた。翌年マイヤーは『カヴァレリア・ルスティカーナ』のサントゥッツァとしてメトに戻った。この公演について「ニューヨーク・タイムズ」はこう書いている： 
金曜晩初日の公演「カヴァレリア」のサントゥッツァ、ヴァルトラウト・マイアーは素晴らしかった。音域全体にわたり、クリアで安定した歌唱で滑らかにラインを運び、豊かにトーンを色づけした。その基本的な美しさを犠牲にすることなく、徐々に鋭く力強い激しさを声にして行き、悲鳴さえも音楽的だった。そして荒々しいだけでなく、説得力あるもろさをもはらんだ注目すべき劇的存在をつくりあげた。
1990年代、マイヤーはドラマティック・ソプラノのレパートリーに含まれる役柄へも移行した。1993年から1999年にはハイナー・ミュラーによるダニエル・バレンボイム指揮の『トリスタンとイゾルデ』のイゾルデとしてバイロイトに出演。1998年には更にドラマティック・ソプラノの役柄を加え、再びバレンボイム指揮でシカゴ・リリック・オペラ『フィデリオ』のレオノーレとしてデビュー、バイエルン国立歌劇場の『ローエングリン』新プロダクションでオルトルート役としても出演した。

### 2000年代
2000年、マイヤーは再びバイロイトに出演し、ユルゲン・フリム（Jürgen Flimm）による、ジュゼッペ・シノーポリ指揮、プラシド・ドミンゴ出演で公演された2000年フェスティバル「ミレニアム・リング」の『ワルキューレ』でジークリンデ役を演じた。この年はザルツブルク音楽祭でロリン・マゼール指揮のイゾルデも演じた。2001年にはミュンヘン・オペラ・フェスティバルのオープニングで、ズービン・メータ指揮でエクトル・ベルリオーズ『トロイアの人々』のディオン役デビューを果たした。
2003年、マイヤーのヴェーヌス役でダニエル・バレンボイムが指揮した『タンホイザー』がグラミー賞ベストオペラ録音部門を受賞。2003 - 2004年シーズンはリサイタルとコンサートに専念した。バッハの『マタイ受難曲』を演奏し、ブラームス、シューベルト、H. ヴォルフ作品を取り上げたリサイタルプログラムでヨーロッパ、ロシア、アメリカ合衆国ツアーを行った。
2004 - 2005年にはオペラの舞台に戻り、ドレスデン・ゼンパー・オーパーのカタリーナ・ローターバッハ（Katarina Lauterbach）演出の『カルメン』新プロダクションにも出演した。2005年には再びイゾルデを演じ、この時はパリのオペラ・バスティーユの新プロダクション公演で、ピーター・セラーズによるエサ＝ペッカ・サロネン指揮の舞台だった。更に『パルジファル』のクンドリー役でウィーン国立歌劇場にも復帰した。
2006年にはベン・ヘップナー（Ben Heppner）の相手役として『パルジファル』のクンドリー役でメトに戻った。「ニューヨーク・タイムズ」が書いている： 
クンドリー役は男性に囲まれたたった一人の女性役だが、ヴァルトラウト・マイアーはそれをこの晩の呼び物にしてしまった。舞台上でも舞台を離れても情熱的なことで知られるマイヤー女史はこの役と相性が良く、自身を大口径の高性能爆薬の砲弾のように役へと駆り立てた。荒々しさ、勇敢さを歌にして、全てが彼女の表現した人物に適切だった。マイヤー女史は全てを与え、リスクを取り、聴衆を夢中にさせた。
マイヤーの2007年の公演は、イゾルデ（日本、ベルリン、ミュンヘン、ミラノ）、レオノーレ（ミュンヘン）、オルトルート（ミラノ、パリ）としての出演を含んだ。
2007年末にはフランツ・シューベルトとリヒャルト・シュトラウスによる作品を演奏したヨーゼフ・ブラインル（Joseph Breinl）伴奏の CD がリリースされた。更にマイヤーとブラインルは2007 - 2008年、日本、ドイツ、フランス、オーストリア、スペインで多くのリサイタルにも出演した。
2008年7月、マイヤーはバーデンバーデンのニコラウス・レーンホフ（Nikolaus Lehnhoff）演出、フィリップ・ジョルダン指揮、ロバート・ギャンビル（Robert Gambill タンホイザー）、スティーブン・ミリング（Stephen Milling ヘルマン）、カミッラ・ニュールント（Camilla Nylund エリーザベト）も出演した『タンホイザー』のプロダクションでヴェーヌス役を演じた。「ニューヨーク・タイムズ」は「深い力と狂気をたたえた音楽家、マイヤー女史は完璧なヴェーヌスだった。」と報じた。

## ディスコグラフィ
ベートーヴェン：
- 交響曲第9番 - ダニエル・バレンボイム（指揮）、ウェスト＝イースタン・ディヴァン管弦楽団 （ワーナー）
- オペラ『フィデリオ』（全曲） - ダニエル・バレンボイム（指揮）、ベルリン国立歌劇場管弦楽団 （テルデック）

ベルク：
- オペラ『ヴォツェック』 - ダニエル・バレンボイム（指揮）、シュターツカペレ・ベルリン （テルデック）

ブラームス： 
- アルト・ラプソディ - クラウス・テンシュテット（指揮）、ロンドン・フィルハーモニー管弦楽団 （EMI）

ショーソン：
- 愛と海の詩 - リッカルド・ムーティ（指揮）、フィラデルフィア管弦楽団 （テルデック）

ディッタースドルフ：
- オペラ『医者と薬剤師』（Doktor und Apotheker ） - ジェームズ・ロックハート（指揮）、ライン・フィルハーモニー （Bayer Records）

マーラー：
- 交響曲第2番 - クラウディオ・アバド（指揮）、ウィーン・フィルハーモニー管弦楽団 （ドイツ・グラモフォン）
- 交響曲第8番 - ジュゼッペ・シノーポリ（指揮）、フィルハーモニア管弦楽団 （ドイツ・グラモフォン）
- カンタータ『嘆きの歌』 - ジュゼッペ・シノーポリ（指揮）、フィルハーモニア管弦楽団 （ドイツ・グラモフォン）
- 交響曲『大地の歌』 - ダニエル・バレンボイム（指揮）、シカゴ交響楽団 （エラート）
- 交響曲『大地の歌』 - ロリン・マゼール（指揮）、バイエルン放送交響楽団 （BMG）

モーツァルト：
- レクイエム - リッカルド・ムーティ（指揮）、ベルリン・フィルハーモニー管弦楽団 （EMI）
- オペラ『ドン・ジョヴァンニ』 - ダニエル・バレンボイム（指揮）、ベルリン・フィルハーモニー管弦楽団 （エラート）

サン＝サーンス：
- オペラ『サムソンとデリラ』 - チョン・ミョンフン（指揮）、パリ・バスティーユ管弦楽団 （EMI）

シェーンベルク：
- 『グレの歌』（山鳩として） - ジェームズ・レヴァイン（指揮）、ミュンヘン・フィルハーモニー管弦楽団 （Oehms Classics）

リヒャルト・シュトラウス：
- 楽劇『エレクトラ』 - ダニエル・バレンボイム（指揮）、シュターツカペレ・ベルリン （テルデック）

ヴェルディ： 
- レクイエム - ダニエル・バレンボイム（指揮）、シカゴ交響楽団 （エラート）
- オペラ『ドン・カルロ』（フランス語版） - アントニオ・パッパーノ（指揮）、パリ管弦楽団 （EMI）

ワーグナー：
- 楽劇『神々の黄昏』 - ダニエル・バレンボイム（指揮）、バイロイト祝祭管弦楽団 （テルデック）
- 楽劇『神々の黄昏』 - ヴォルフガング・サヴァリッシュ（指揮）、バイエルン国立歌劇場管弦楽団 （EMI）
- 歌劇『ローエングリン』 - クラウディオ・アバド（指揮）、ウィーン・フィルハーモニー管弦楽団 （ドイツ・グラモフォン）
- 舞台神聖祝祭劇『パルジファル』 - レジナルド・グッドオール（指揮）、ウェールズ・ナショナル・オペラ管弦楽団 （EMI）
- 舞台神聖祝祭劇『パルジファル』 - ジェームズ・レヴァイン（指揮）、バイロイト祝祭管弦楽団 （フィリップス）
- 舞台神聖祝祭劇『パルジファル』 - ダニエル・バレンボイム（指揮）、ベルリン・フィルハーモニー管弦楽団 （テルデック）
- 舞台神聖祝祭劇『パルジファル』 - クリスティアン・ティーレマン（指揮）、ウィーン国立歌劇場管弦楽団 （ドイツ・グラモフォン）
- オペラ『タンホイザー』 - ベルナルト・ハイティンク（指揮）、バイエルン放送交響楽団 （EMI）
- オペラ『タンホイザー』（グラミー賞受賞） - ダニエル・バレンボイム（指揮）、ベルリン・フィルハーモニー管弦楽団 （テルデック）
- オペラ『タンホイザー』（ハイライト、オリジナル・サウンドトラック Meeting Venus） - マレク・ヤノフスキ（指揮）、, フィルハーモニア管弦楽団 （テルデック）
- 『トリスタンとイゾルデ』 - ダニエル・バレンボイム（指揮）、ベルリン・フィルハーモニー管弦楽団 （テルデック）
- 『トリスタンとイゾルデ』から「愛の死」 - ロリン・マゼール（指揮）、ベルリン・フィルハーモニー管弦楽団 （BMG）
- 『トリスタンとイゾルデ』から「愛の死」 - ダニエル・ハーディング（指揮）、シュターツカペレ・ドレスデン （ヴァージン・クラシックス）
- 楽劇『ワルキューレ』（フリッカ役） - ベルナルト・ハイティンク（指揮）、バイエルン放送交響楽団 （EMI）
- 楽劇『ワルキューレ』（ジークリンデ役） - ズービン・メータ（指揮）、バイエルン国立管弦楽団 （Farao classics）

リサイタル：歌曲
- 《女の愛と生涯》（ブラームス、シューベルト、シューマン歌曲集） - ゲルハルト・オピッツ（ピアノ） （BMG）
- マーラー：オーケストラ伴奏歌曲集（『子供の不思議な角笛』、『亡き子をしのぶ歌』、『リュッケルト歌曲集』） - ロリン・マゼール（指揮）、バイエルン放送交響楽団 （BMG）
- 《リサイタル》（マーラー：『亡き子をしのぶ歌』、ワーグナー：『ヴェーゼンドンク歌曲集』、ヴォルフ：3つの歌曲） - ダニエル・バレンボイム（指揮）、パリ管弦楽団 （エラート）
- 《R・シュトラウス&シューベルト歌曲集》 - Joseph Breinl（ピアノ） （Farao classics）
- 《ワーグナー・ガラ - シルヴェスター・コンサート1993》 - クラウディオ・アバド（指揮）、ベルリン・フィルハーモニー管弦楽団 （ドイツ・グラモフォン）
- 《ヴァルトラウト・マイアー・シングズ・ワーグナー》 - ロリン・マゼール（指揮）、バイエルン放送交響楽団 （BMG）